# Celebration, Florida
Celebration este un oraș privat american situat în Florida în apropiere de Orlando.
A fost conceput de către The Walt Disney Company, ca un oraș ideal care să evoce atmosfera anilor '40.
A fost fondat în 1994 în vecinătatea parcului de distracție Walt Disney World Resort și deține o suprafață de 27,7 km2.
În 2010 avea o populație de 7.427 locuitori.
Posedă centru de sănătate, școală, oficiu poștal, primărie, teren de golf și mai multe zone de agrement.
Arhitectura este caracterizată de stilul New Urbanism.